# Zygmunt Kazimierz Piotrowski
Zygmunt Kazimierz Piotrowski (ur. 6 lutego 1891 w Tuchowie, zm. 1940) – polski działacz polityczny i społeczny, poseł na Sejm II RP I, II i III kadencji, historyk ruchu socjalistycznego oraz Polonii w USA, jeden z głównych organizatorów Towarzystwa Uniwersytetu Robotniczego, ofiara zbrodni katyńskiej.

## Życiorys
Urodził się w biednej rodzinie wielodzietnej, był synem kolejarza. Od 1902 uczył się w I Gimnazjum w Tarnowie, a następnie w Gimnazjum Klasycznym im. Jana Długosza w Nowym Sączu. W 1910 uzyskał tam świadectwo dojrzałości z odznaczeniem. Już w gimnazjum był członkiem socjalistycznej organizacji młodzieżowej „Promień”. Z uwagi na brak środków finansowych utrzymywał się z korepetycji.
W 1910 rozpoczął studia na Uniwersytecie Jagiellońskim, których jednak nie ukończył. Jako student uczestniczył w założeniu Uniwersytetu Ludowego w Nowym Sączu. W 1912 wyjechał do Chicago. Pracował tam jako robotnik niewykwalifikowany w fabryce mebli. Po opanowaniu języka rozpoczął studia oraz na uniwersytecie w Valparaiso w stanie Indiana.
Wiosną 1915 wstąpił do redakcji „Dziennika Ludowego”. Był również sekretarzem i prelegentem Polskiego Uniwersytetu Ludowego w Chicago oraz członkiem Związku Socjalistów Polskich w Stanach Zjednoczonych. Po wybuchu I wojny światowej z ramienia ZSP działał w lokalnym Komitecie Obrony Narodowej i redakcji „Robotnika Polskiego”. Był również delegatem do Centralnego Komitetu Obrony Narodowej. Organizował kursy oficerskie. Rozkazem gen. Józefa Hallera z 11 stycznia 1919 został mianowany porucznikiem Wojska Polskiego.
Na jesieni 1921 jako sekretarz generalny Związku Socjalistów Polskich w USA, powrócił do kraju i wstąpił do PPS. Jako wysłannik i prelegent PPS działał na Górnym Śląsku, potem od zimy 1922, w Poznańskiem i na Pomorzu. W czerwcu 1922 został przewodniczącym Okręgowego Komitetu Robotniczego PPS w Poznaniu, zaś od sierpnia OKR we Włocławku.
W wyborach parlamentarnych w 1922 został wybrany z listy nr 2 (PPS) w okręgu wyborczym nr 10 (Włocławek). W Sejmie I kadencji pracował w komisji oświatowej. Był również sekretarzem Związku Parlamentarnego Polskich Socjalistów.
Od 1923 był współzałożycielem i działaczem w Towarzystwa Uniwersytetu Robotniczego. Początkowo pełnił funkcję skarbnika, zaś od 1934 sekretarza generalnego. Z ramienia TUR uczestniczył W 1924 w międzynarodowym zjeździe dotyczącym oświaty robotniczej w Oksfordzie. W 1925 wystąpił jako prelegent w Międzynarodowej Szkole Robotniczej w Szwecji. Od 1926 do 1931 pełnił funkcję członka Rady Naczelnej PPS.
W wyborach parlamentarnych w 1928 ponownie został wybrany posłem z listy nr 2 (PPS) w okręgu wyborczym nr 10 (Włocławek). W Sejmie II kadencji był członkiem komisji oświatowej, był także sekretarzem komisji emigracyjnej. Ponadto był skarbnikiem Związku Parlamentarnego Polskich Socjalistów.
W kwietniu 1930 na kilka miesięcy wyjechał do Stanów Zjednoczonych jako wysłannik PPS do ośrodków polonijnych. Od 1931 do 1934 był członkiem Centralnego Sądu Partyjnego PPS, zaś od 1934 ponownie został członkiem Rady Naczelnej PPS. W wyborach parlamentarnych w 1930 ponownie został posłem z okręgu Włocławek. W Sejmie III kadencji wszedł ponownie do komisji oświatowej.
W latach trzydziestych działał również w Związku Zawodowym Kolejarzy. Po śmierci Kazimierza Kaczanowskiego, w kwietniu 1937, objął też redakcję „Kolejarza Związkowca”. Był również członkiem Zarządu Głównego Związku Zawodowego Robotników Rolnych RP. 13 listopada 1937 był członkiem delegacji PPS, która wręczyła prezydentowi RP Ignacemu Mościckiemu memoriał w sprawie zmiany polityki zagranicznej Polski i powrotu do demokratycznych form rządzenia.
Po wybuchu II wojny światowej 6 września 1939 opuścił Warszawę na radiowy apel płk. Romana Umiastowskiego i pieszo dotarł do Lwowa. Po agresji ZSRR na Polskę z 17 września 1939 został aresztowany przez NKWD obwodu stanisławowskiego 3 października 1939. Według relacji Adama Ciołkosza zwolniony, a następnie powtórnie aresztowany. Zamordowany na Ukrainie wiosną 1940 roku, figuruje na tzw. Ukraińskiej Liście Katyńskiej. Został pochowany na otwartym w 2012 Polskim Cmentarzu Wojennym w Kijowie-Bykowni.
W 1933 był odznaczony Krzyżem Niepodległości.

## Niektóre publikacje
- Dziesięć lat pracy (1908–1918) Polskiego Uniwersytetu Ludowego w Chicago, Chicago 1919
- Ruch socjalistyczny w Ameryce, w: Księga Pamiątkowa PPS, Warszawa 1923
- Socjaliści w sejmie. Działalność Związku Parlamentarnego Polskich Socjalistów w ostatnich dwóch latach 1924–1925, Warszawa 1926
- Podstawy ideologiczne TUR, Warszawa 1936
- Państwo a wychowanie, Warszawa 1930

## Upamiętnienie
28 kwietnia 2009, w ramach akcji „Katyń... pamiętamy” / „Katyń... Ocalić od zapomnienia”, na skwerze przy ulicy Ignacego Daszyńskiego w Tuchowie został zasadzony Dąb Pamięci honorujący Zygmunta Kazimierza Piotrowskiego.